# トマス・フェルマー (初代ポンフレット伯爵)

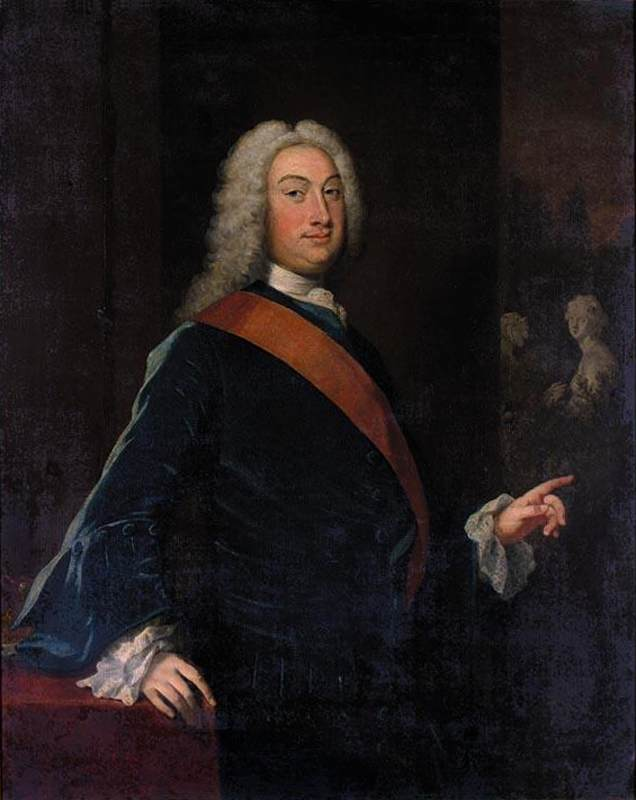
ジョセフ・ハイモアによる肖像画

初代ポンフレット伯爵トマス・フェルマー（英語: Thomas Fermor, 1st Earl of Pomfret KB、1698年3月23日 - 1753年7月8日）は、グレートブリテン王国の貴族、廷臣。

## 生涯
初代レンスター男爵ウィリアム・フェルマーと3人目の妻ソフィア・オズボーン（Sophia Osborne、初代リーズ公爵トマス・オズボーンの娘）の息子として、1698年3月23日に生まれ、31日にウェストミンスターの聖マーガレット教会で洗礼を受けた。1711年12月7日に父が死去すると、レンスター男爵の爵位を継承した。1714年7月26日にオックスフォード大学クライスト・チャーチに入学、1717年2月19日にM.A.の学位を修得した。その後、1719年12月9日に貴族院にはじめて登院した。
1721年12月27日、グレートブリテン貴族であるヨークシャーにおけるポンフレット伯爵に叙された。
1725年5月27日、バス勲章を授与された。
1727年から1737年までキャロライン王妃の主馬頭を、1740年から1742年までガーンジー総督を、1751年から1753年までセント・ジェームズ・パークとハイド・パークの管理人を務めた。
1753年3月13日が最後の貴族院登院となった後、同年7月8日に死去、26日にイーストン・ネストンで埋葬された。息子ジョージが爵位を継承した。

## 家族
1720年7月14日、イーストン・ネストンでヘンリエッタ・ルイーザ・ジェフリーズ（1761年12月16日没、第2代ジェフリーズ男爵ジョン・ジェフリーズの娘）と結婚、4男6女をもうけた。
- ソフィア（1721年5月29日 - 1745年10月7日） - 1744年4月14日、第2代グランヴィル伯爵ジョン・カートレットと結婚、子供あり
- ジョージ（英語版）（1722年 - 1785年） - 第2代ポンフレット伯爵、子供あり
- ウィリアム（1723年 - 1744年） - 海軍軍人
- シャーロット（英語版）（1725年2月14日 - 1813年7月11日） - 1746年8月9日、ウィリアム・フィンチ（英語版）（1766年12月25日没）と結婚、子供あり
- ヘンリエッタ（1727年9月29日 - 1793年11月25日） - 1747年1月13日、ジョン・コンヤーズ（John Conyers、1775年9月7日没）と結婚、子供あり
- ジョン（1729年没）
- ジュリアナ（1729年5月21日 - ?） - 1751年8月、トマス・ペン（英語版）（1702年 - 1775年）と結婚
- トマス - 早世
- ルイーザ（1731年2月23日 - 1809年6月30日） - 1767年9月24日、ウィリアム・クレイトン（英語版）（1783年7月3日没）と結婚、子供あり
- アン（1733年5月25日洗礼 - 1769年3月1日） - 1754年8月15日、トマス・ドーソン（1725年 - 1813年、後の初代クレモーン子爵）と結婚、子供あり